# Bounce (Iggy-Azalea-Lied)
Bounce ist ein Lied der australischen Rapperin Iggy Azalea. Der Song erreichte Platz 13 in den britischen Singlecharts.

## Hintergrund
Bounce wurde von Azalea, Natalie Sims, Oladayo Olatunji, Reeva & Black, Speedy Jay und Talay Riley geschrieben und von Reeva & Black produziert. Die Abmischung erfolgte durch Anthony Kilhoffer in den The Mix Spot-Studios in Los Angeles, den Begleitgesang übernahm Ms. Dynamite. Das Lied wurde nach Work als zweite Singleauskopplung von Azaleas erstem Studioalbum The New Classic veröffentlicht. In den Vereinigten Staaten wurde Work hingegen über Def Jam Recordings als erste Single veröffentlicht. Ursprünglich wollte Azalea das Lied nicht auf ihrem Studioalbum veröffentlichen, da dieses ihrer Meinung nach nicht zum musikalischen und inhaltlichen Thema passen würde. Ihr Label überzeugte sie jedoch, so dass Work Bestandteil der Deluxe-Version von The New Classic, sowie vom Re-Release Reclassified ist.
Bounce wird in den Genres EDM, Trap und Crossover-Pop eingeordnet und beinhaltet House- und indische Einflüsse. Der Song wird als Partyhit bezeichnet und handelt von Sorglosigkeit und Partys. Von einigen Kritikern wurde Bounce mit 2 Unlimiteds No Limit verglichen.

## Veröffentlichungen
- Download (EP)[12]

1. Bounce – 2:47
2. Bounce (DJ Green Lantern Remix) – 4:24
3. Bounce (Instrumental) – 2:46
4. Bounce (Acapella) – 2:46

## Kritiken
Bounce wurde von den Kritikern überwiegend positiv bewertet. Lewis Corner gab den Song 4 Sterne und nannte den Song „Sommer Hymne“. Für Kayleigh Watson von Renowned For Sound ist das Lied zwar „textlich kein Meisterwerk“, aber „er bringt die Leute zum tanzen“. Sam Lansky vom Idolator bezeichnet die Single als Azaleas bisher „kommerziellstes Ding“ und bezeichnete Bounce als „Twerk-Hymne“.

## Musikvideo
Das Musikvideo zu Bounce wurde von BRTHR gedreht. Die ursprüngliche Planung beinhaltete den Videodreh in Los Angeles, jedoch entschlossen sich die Beteiligten, das Musikvideo direkt in Mumbai zu drehen. Der Dreh nahm eineinhalb Wochen bei einer täglichen Arbeitszeit von 16 bis 18 Stunden in Anspruch. Das Video ist an einem Bollywood-Film angelehnt und zeigt eine typische hinduistische Hochzeit inklusive Indischem Elefanten. Bei YouTube wurde das Musikvideo bisher knapp 100 Millionen Mal aufgerufen (Stand: März 2018).

## Kommerzieller Erfolg

### Chartplatzierungen
Bounce stieg am 20. Juli 2013 auf Platz 13 in den britischen Singlecharts ein, was gleichzeitig die beste Platzierung für diese Single im Vereinigten Königreich darstellt. Mit Unterbrechung konnte sie sich vier weitere Wochen in diesen Charts halten, verpasste jedoch weitere Platzierungen in den Top-20. Eine Platzierung in den Billboard Hot 100 verpasste Bounce, konnte sich aber zumindest am 28. Juni 2014 auf Platz 1 der Billboard Bubbling Under R&B/Hip-Hop Charts platzieren. Auch im deutschsprachigen Raum gelangen keine Platzierungen in den offiziellen Singlecharts.
| ChartsChartplatzierungen     | Höchstplatzierung | Wochen |
| ---------------------------- | ----------------- | ------ |
| Vereinigtes Königreich (OCC) | 13 (5 Wo.)        | 5      |

### Auszeichnungen für Musikverkäufe
| Land/Region               | Auszeichnungen für Musikverkäufe (Land/Region, Auszeichnung, Verkäufe) | Verkäufe |
| ------------------------- | ---------------------------------------------------------------------- | -------- |
| Vereinigte Staaten (RIAA) | Gold                                                                   | 500.000  |
| Insgesamt                 | 1× Gold ·                                                              | 500.000  |

Hauptartikel: Iggy Azalea/Auszeichnungen für Musikverkäufe